# Praeteropus brevicollis
Praeteropus brevicollis — вид сцинкоподібних ящірок родини сцинкових (Scincidae). Ендемік Австралії.

## Поширення і екологія
Praeteropus brevicollis поширені на сході Квінсленду, в північній частині басейну Маккензі-Доусона, від Фінч-Хаттона на південь до Теодоре та на захід до Клермона. Вони живуть в сухих склерофітних лісах та в заростях лози. Відкладають яйця.